# Plac Wolności w Łodzi
Plac Wolności (pierwotna nazwa „Rynek Nowego Miasta”) – centralny plac Łodzi, położony u północnego wylotu ul. Piotrkowskiej. Oprócz ul. Piotrkowskiej łączy ulice: Nowomiejską (od północy), Legionów (od zachodu) i Pomorską (od wschodu).

## Historia

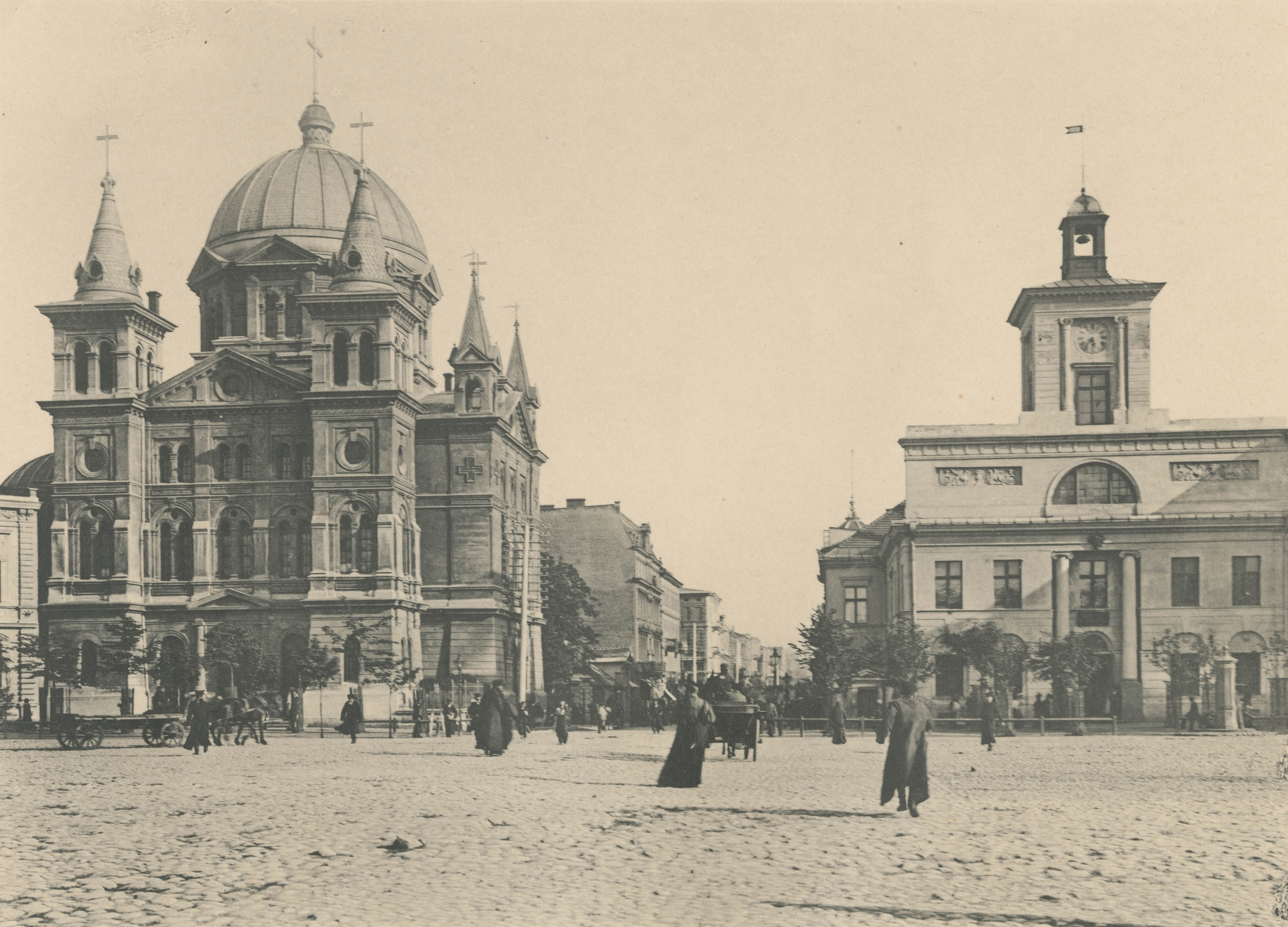
Nowy Rynek (fot. Bronisław Wilkoszewski, 1896)

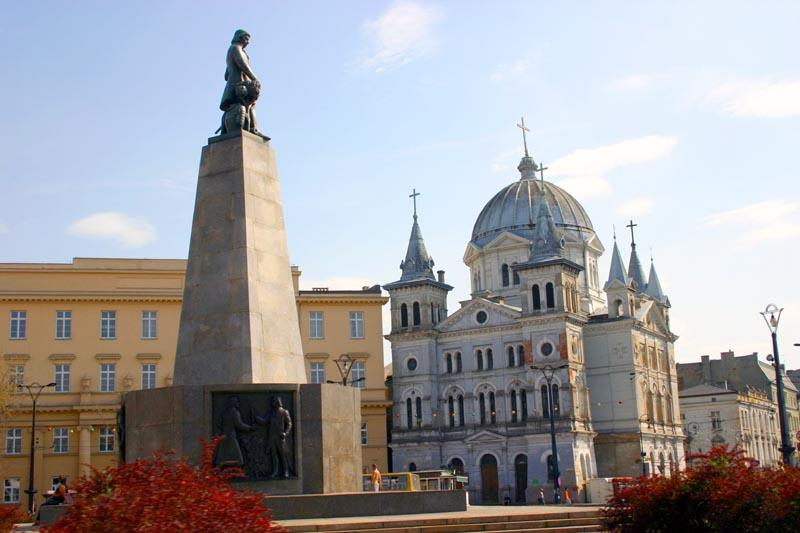
Plac Wolności – widok sprzed remontu kościoła Zesłania Ducha Świętego

Plac wytyczony został w 1823 roku jako rynek zakładanej wówczas osady sukienniczej „Nowe Miasto”, na skrzyżowaniu traktu piotrkowskiego biegnącego z północy na południe i ul. Średniej (obecnie ul. Pomorska i ul. Legionów) biegnącej ze wschodu na zachód. Nadano mu kształt regularnego ośmiokąta foremnego. Dla odróżnienia od pierwotnego rynku Łodzi, położonego ok. 450 m na północ, był nazywany Rynkiem Nowego Miasta.
W 1863 roku północny odcinek traktu piotrkowskiego, od Rynku Nowego Miasta do Starego Rynku został przemianowany na ul. Nowomiejską, natomiast ulica wychodząca na zachód otrzymała nazwę Konstantynowskiej. „Nowe Miasto” otaczały z czterech stron: ulice Zachodnia, Północna, Wschodnia i Południowa.
W centrum rynku usytuowano miejskie targowisko. Przy rynku w 1827 roku wybudowano Ratusz Miejski oraz kościół ewangelicki Św. Trójcy (pierwsze reprezentacyjne budynki Łodzi). W 1857 roku powstał budynek szkoły powiatowej (obecnie Muzeum Archeologiczne i Etnograficzne). W 1898 roku na Rynek Nowego Miasta dotarła komunikacja tramwajowa, a targowisko zostało przekształcone w reprezentacyjny plac miasta.
W 1918 roku, w chwili odzyskania przez Polskę niepodległości, rynek został przemianowany na Plac Wolności. W roku 1930, pośrodku placu postawiono pomnik Tadeusza Kościuszki. Po aneksji Łodzi przez III Rzeszę niemieckie okupacyjne władze Łodzi zburzyły pomnik 11 listopada 1939 roku, a plac przemianowały na Freiheitsplatz, a w 1940 roku na Deutschlandplatz. Po wojnie pomnik odbudowany został w identycznym kształcie w roku 1960.
Plac jest punktem odniesienia w numeracji łódzkich ulic. W 2015 roku Plac Wolności został uznany pomnikiem historii.

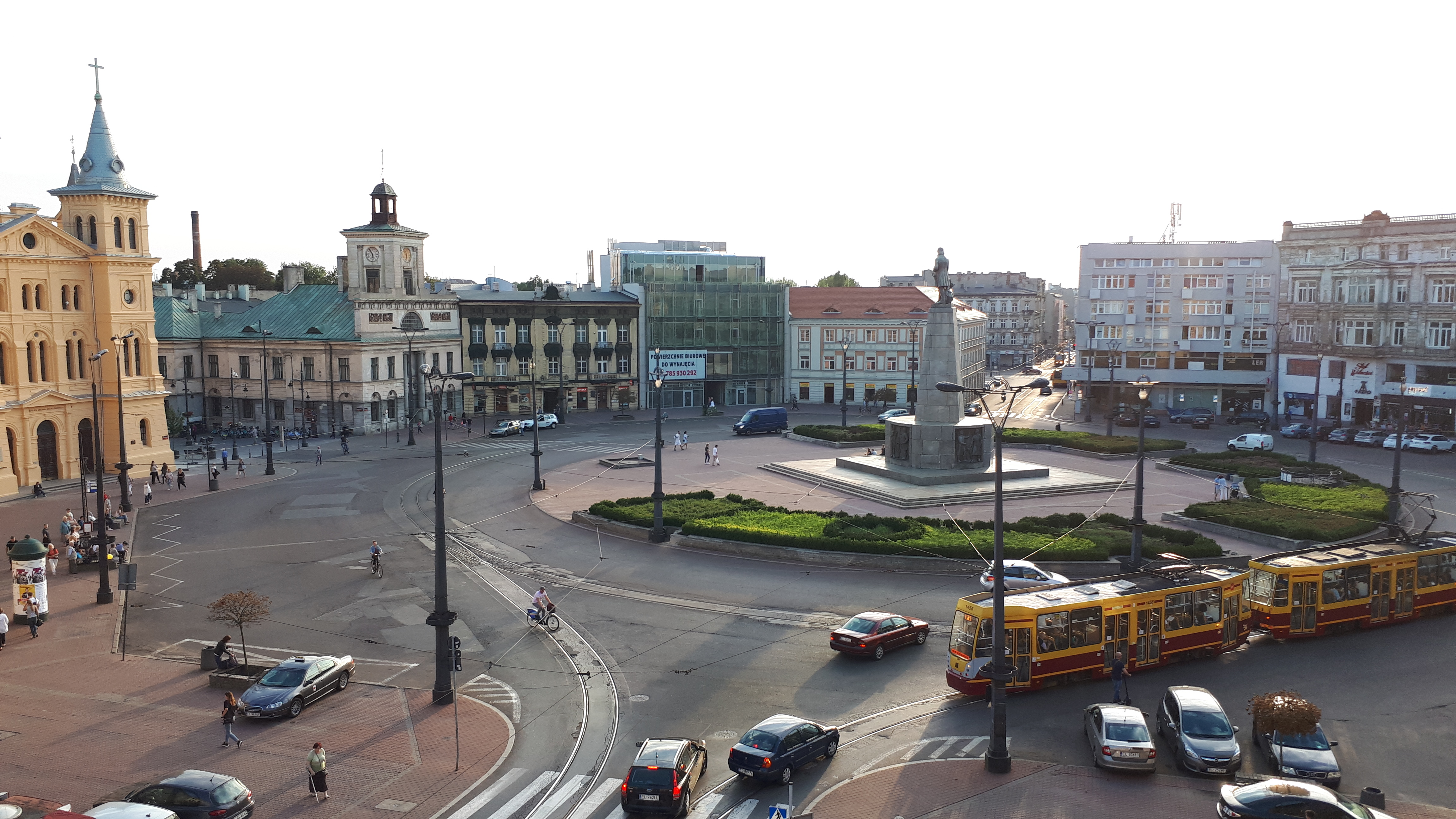
Plac Wolności przed przebudową (2018)

W 2022 roku rozpoczęto przebudowę placu. W ramach prac zaplanowano m.in. przeniesienie ruchu tramwajowego w całości na północną stronę placu, zlikwidowanie ruchu okrężnego wokół pomnika, nasadzenia drzew. Zakończenie prac miało miejsce na początku marca 2024 roku.